# Пецај
Пецај (алб. Pecaj) је насељено место у општини Скадар у округу Скадар, Албанија. Према попису из 1989. године био је 251 становник.
Пецај су једно од насеља и братства племена Шаља.